# Wilson Calmon
Wilson de Medeiros Calmon (Colatina, 17 de julho de 1918 — Rio de Janeiro, 30 de abril de 1991), mais conhecido como Wilson Calmon, foi um médico e político brasileiro, outrora deputado federal pelo Amazonas.

## Dados biográficos
Filho de Augusto Pedrinha du Pin Calmon e Virgínia de Medeiros Calmon. Formado pela Faculdade de Medicina da Universidade Federal do Rio de Janeiro, passou a residir no Amazonas depois da graduação. Trabalhou como médico nas seguintes autarquias: Instituto de Aposentadorias e Pensões dos Industriários (IAPI),  Instituto de Aposentadoria e Pensões dos Marítimos (IAPM), Instituto de Aposentadorias e Pensões dos Estivadores e Transportes de Cargas (IAPTEC) e Instituto de Aposentadoria e Pensões dos Ferroviários e Empregados em Serviços Públicos (IAPFESP). Obstetra, prestou serviços também à Legião Brasileira de Assistência.
Filiado ao PSP foi candidato simultâneo a deputado federal e a deputado estadual em 1950 e 1954. Nos dois casos falhou em chegar à Câmara dos Deputados, mas obteve uma cadeira na Assembleia Legislativa do Amazonas. Eleito deputado federal pelo respectivo estado em 1958, migrou para o PTB e com a vitória do Regime Militar de 1964 e consequente imposição do bipartidarismo por força do Ato Institucional Número Dois, ingressou na ARENA. Candidato a novos mandatos em 1962 e 1966, figurou como suplente e convocaram-no para exercer o mandato por curtos períodos nas duas legislaturas. Faleceu vítima de pneumonia.
Seu irmão, João Calmon, foi eleito deputado federal e depois senador pelo Espírito Santo.